# (69469) Krumbenowe
(69469) Krumbenowe es un asteroide que forma parte del cinturón de asteroides y fue descubierto por Miloš Tichý y Jana Tichá el 16 de noviembre de 1996 desde el Observatorio Kleť, cerca de České Budějovice, República Checa.

## Designación y nombre
Recibió inicialmente la designación de 1996 WR.
Krumbenowe (Chrumbenowe) es el nombre documentado más antiguo de la ciudad de Český Krumlov. El nombre, que data de mediados del siglo XIII, parece tener su origen en las palabras alemanas "Krumben Ouwe", "Krumme Aue"  o, tal vez, de la mucho más antigua "Wilt Ahwa" (agua salvaje), en referencia al  río Vltava.

## Características orbitales
Krumbenowe orbita a una distancia media de 2,313 ua del Sol, pudiendo acercarse hasta 1,912 ua y alejarse hasta 2,715 ua. Tiene una inclinación orbital de 4,224 grados y una excentricidad de 0,174. Emplea 1285,27 días en completar una órbita alrededor del Sol. El movimiento de Krumbenowe sobre el fondo estelar es de 0,2801 grados por día.

## Características físicas
La magnitud absoluta de Krumbenowe es 16,36. Tiene 1,447 km de diámetro y su albedo se estima en 0.279.